# Binks
La C. Binks Ldt era una casa motociclistica e automobilistica inglese, attiva dal 1903 al 1909.

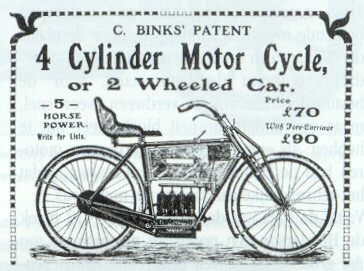
Inserzione pubblicitaria del 1906 per la moto C. Binks 4 cilindri

L'azienda venne fondata ad Aspley, distretto della città di Nottingham, da Charles Binks, uno dei pionieri inglesi del motorismo.
La produzione era inizialmente limitata ai carburatori e varie componenti meccaniche. Dal 1905, si estese ai motori quadricilindrici in linea di 385 cm³ che venivano venduti sfusi ad altri costruttori, oppure installati su motocicli e, dal 1906, anche su piccole automobili a tre e quattro ruote, proposte con marchio  "Leader", in seguito divenuto "New Leader".
La peculiarità del motore costruito da Binks consiste nella possibilità d'essere montato, a piacere dell'acquirente, in posizione longitudinale o trasversale al telaio, in quest'ultimo caso prefigurando vagamente l'architettura motociclistica ideata vent'anni più tardi da Carlo Gianini e Piero Remor per la CNA Rondine.